# Hans-Werner Rhein
Hans-Werner Rhein (* 29. Juni 1952 in Aurich) ist ein deutscher Versicherungsjurist.

## Leben
Als Sohn eines Hamburger Versicherungsjuristen studierte Rhein Rechts- und Wirtschaftswissenschaft sowie Psychologie an der Universität Hamburg und der Albert-Ludwigs-Universität Freiburg. Dort wurde er Mitglied der Bremer Gesellschaft zu Freiburg im Breisgau. Er war 1979/80 in Miami und machte dort den Master of Comparative Law. Er wurde 1980 in Hamburg zum Dr. iur. promoviert und als Rechtsanwalt zugelassen. Seit 1982 als Rückversicherungsmakler bei Jauch & Hübener, kam er 1994 in die Geschäftsleitung des Rechtsnachfolgers Aon Jauch & Hübener. Von 1997 bis 2010 war er Geschäftsführer. Seit 2006 ist er Lehrbeauftragter für Rückversicherungsrecht an der JurGrad der Westfälischen Wilhelms-Universität Münster. Seit 2011 ist er selbständiger Rechtsanwalt in Hamburg. Er ist derzeit Aufsichtsratsvorsitzender der Deutschen Familienversicherung AG. Er saß im Aufsichtsrat der Aareal Bank (2015–2020) und der Gothaer Allgemeinen Vers. AG (2013–2018). Als Rechtsritter des Johanniterordens ist er stellvertretender Kommendator der Hamburgischen Kommende. Er ist verheiratet mit Kristina geb. v. Bülow und hat eine verheiratete Tochter mit zwei Enkelkindern.

## Ehrenämter
- Vorstandsvorsitzender der ARIAS Europe (Schiedsverfahren in Rückversicherungsstreitigkeiten, seit 2009)
- Vorsitzender des Hamburger Golfclubs (2011–2013)[4]
- Vogt der Marienbürger Bank zu unserer lieben Frau im Rosenkranz zu Danzig (2011/12)
- Vorsitzender der Müller-Matthieu Stiftung
- Präsident des Rotary Clubs Hamburg Steintor (2014/15)
- Beirat der Finanzstiftung der Hauptkirche Sankt Petri (Hamburg)